# Ataï
Ataï (... – Fonimoulou, 1º settembre 1878) guerrigliero canaco della Nuova Caledonia. Originario di Komalé, presso La Foa, guidò nel 1878 l'insurrezione dei canachi contro i colonizzatori francesi. Dopo alcune importanti vittorie, che furono fonte di grande preoccupazione per l'amministrazione coloniale della Terza Repubblica, fu ucciso da un ausiliario canaco al servizio dei francesi.

## Biografia
Costretto dai colonizzatori francesi a lasciare Komalé, Ataï trovò rifugio nel penitenziario di La Fonwhari a Pwero (odierna La-Barrière-d'Ataï). Nel 1878, a Téremba, Ataï, svuotando un sacco di terra, disse al governatore francese Léopold de Pritzbuer "Questo è ciò che avevamo", e poi, svuotando un sacco di pietre, "Questo è ciò che mi hai lasciato". Quando de Pritzbuer gli consigliò di costruire recinzioni per proteggere le sue coltivazioni dai danni provocati dal bestiame dei coloni, Ataï rispose "Quando i miei taro [dei tuberi] andranno a mangiare il tuo bestiame, io costruirò recinti". Poiché i suoi tentativi di raggiungere un accordo con i francesi risultarono vani, Ataï scelse la lotta armata.
L'insurrezione divampò nella parte centro-occidentale della Grande Terre. Contro Ataï e i suoi sostenitori i francesi riuscirono ad assicurarsi l'appoggio di alcune tribù canache, in particolare i Baxéa di Canala. Senza questi ausiliari non era infatti possibile affrontare un nemico che conosceva così bene il territorio e la sua natura.
Ataï combatté fino alla morte. Fu ucciso in azione il 1º settembre 1878 a Fonimoulou da un ausiliario canaco, Segou di Canala, appartenente alla colonna Le Golleur-Gallet, composta da canachi, franchi tiratori (deportati per delitti politici) e Mercury (deportati per delitti comuni guidati da Mercury, un direttore di carcere).
Louise Michel, che all'epoca era stata deportata nella penisola di Ducos in seguito alla sua partecipazione alla Comune di Parigi, ricorda la morte di Ataï nei suoi Mémoires.

## La testa di Ataï
La testa di Ataï, insieme a quella di Sandja (il takata, cioè stregone-guaritore, di Ataï), fu acquistata per 200 franchi da Navarre, un medico della marina. Conservata in un barattolo di formaldeide ed esposta a Nouméa, fu poi inviata al Thesaurus cranorium del Musée d'ethnographie du Trocadéro di Parigi. Navarra la donò alla Société d'anthropologie de Paris fondata da Paul Broca che, nell'ambito di uno studio, ne fece realizzare un calco in gesso dal preparatore Félix Flandinette, per poi estrarre il cervello. Sull'osso fece incidere le parole "Ataï, chef des Néo-calédoniens révoltés, tué en 1879". La pratica dell'estrazione del cervello all'epoca era comune in Francia: nel 1883 lo stesso trattamento fu applicato al cranio del defunto presidente della repubblica Léon Gambetta. I crani di Ataï e Sandja vennero studiati nel 1882 dall'assistente di Broca, Théophile Chudzinski, che pubblicò un resoconto del suo studio sulla Revue d'anthropologie de Paris. È probabile che la testa sia stata conservata nel Musée Broca, che allora si trovava nelle soffitte del Musée Dupuytren (ex convento dei Cordelieri), il museo parigino delle "mostruosità". I busti dei due canachi, la mano e la ricostruzione dei muscoli facciali di Ataï vennero esposti nel 1889 all'esposizione del Ministero dell'Istruzione Pubblica. Nel 1951 i crani di Ataï e Sandja entrarono a far parte delle collezioni del Musée de l'Homme.
Ataï diventò una figura emblematica grazie ad uno scritto del sacerdote canaco Apollinaire Anova (1929-1966), un testo praticamente sconosciuto fino alla parziale pubblicazione nel 1969, ma i cui contenuti essenziali venivano trasmessi oralmente. In seguito la figura di Ataï divenne un punto di riferimento per il nazionalismo canaco, in particolare per il giornale 1878. Nel 1983 "le popolazioni delle coste orientali e occidentali si sono riconciliate [...] Il popolo di Thio-Canala ha chiesto perdono ai suoi fratelli per la propria responsabilità nella morte del capo Ataï alla fine dell'insurrezione del 1878".
Durante gli anni 2000 la promessa di restituire ai canachi la testa di Ataï, come previsto dagli accordi di Matignon (1988), fu più volte disattesa, con la motivazione che la testa era andata perduta. Un romanzo di Didier Daeninckx, Le Retour d'Ataï narra la vicenda e propone una spiegazione piuttosto romantica del destino dei resti di Ataï. Il 5 luglio 2011 il mensile della Nuova Caledonia Le Pays annunciò che il cranio di Ataï era stato ritrovato al Jardin des Plantes, nei magazzini temporaneamente utilizzati durante i lavori di restauro del Musée de l'Homme.
Il 28 agosto 2014, durante una cerimonia di commemorazione al Muséum national d'Histoire naturelle, i teschi di Ataï e di Sandja sono stati ufficialmente riconsegnati dal ministro dell'Oltremare ai clan dell'Area consuetudinaria Xaracuu (una delle  suddivisioni speciali che coesistono con le suddivisioni amministrative della Nuova Caledonia). I teschi di Ataï e di Sandja sono giunti in Nuova Caledonia il 2 settembre 2014. Per un anno sono stati affidati alla tribù di Petit-Couli a Sarraméa, poi, definitivamente, alla tribù di Winrinha. Il 1º settembre 2021, nell'anniversario della loro morte, le reliquie di Ataï e di Sandja sono state definitivamente seppellite nel cimitero Wereha a La Foa.